# Volo Korean Air 801
Il volo Korean Air 801 era un volo di linea della Korean Air che il 6 agosto 1997 si è schiantato durante l'avvicinamento all'aeroporto internazionale di Guam, causando la morte di 228 tra passeggeri e membri dell'equipaggio.
Il volo 801 era generalmente operato con un Airbus A300, ma il 5 ed il 6 agosto Korean Air, per trasportare gli atleti di Guam impegnati nei Pacific Mini Games, utilizzò un Boeing 747-300.

## L'aereo
L'aereo coinvolto nell'incidente era l'HL7468, un Boeing 747-300 di 12 anni che fu consegnato alla Korean Air il 12 dicembre 1984.

## Passeggeri ed equipaggio
A bordo dell'aereo vi erano i due piloti, l'ingegnere di volo, 14 assistenti di volo e 237 passeggeri, per un totale di 254 persone. Dei passeggeri, 3 erano bambini di età compresa tra i due e i 12 anni e 3 erano bambini con meno di 24 mesi. Sei dei passeggeri erano assistenti di volo coreani fuori servizio.
La maggior parte dei passeggeri erano turisti diretti a Guam.
Rika Matsuda, una passeggera con passaporto sudcoreano, fu descritta come cittadina giapponese in diversi articoli di giornale. Uno dei passeggeri sudcoreani viveva a Guam, mentre un passeggero neozelandese lavorava a Guam.

### Passeggeri famosi
Shin Ki-ha, deputato al parlamento sudcoreano e leader del Partito Democratico, morì nell'incidente insieme alla moglie e a venti membri del suo partito.

## L'incidente
Il volo 801 decollò dall'Aeroporto Gimpo di Seul alle 20:53 locali (21:53 ora di Guam). Ai comandi vi era il quarantaduenne Comandante Park Yong-chul coadiuvato dal Primo Ufficiale Song Kyung-ho, 40 anni, e dall'ingegnere di volo Nam Suk-hoon, 57 anni. L'aereo attraversò delle leggere turbolenze, ma il viaggio fu sostanzialmente tranquillo fino alle 01:00, quando cominciarono i preparativi per l'atterraggio. A Guam c'era forte pioggia, cosa che ridusse sensibilmente la visibilità e che costrinse l'equipaggio ad effettuare un avvicinamento strumentale. Alle ore 01:40 il controllo del traffico aereo di Guam autorizzò l'equipaggio ad atterrare sulla pista 6L ma lo avvisò che l'instrument landing system era fuori servizio. I piloti notarono che l'aereo stava scendendo troppo rapidamente nonostante la pista dell'aeroporto non fosse ancora in vista. Alle 01:42 l'aereo si schiantò nei pressi della base della US Navy di Nimitz Hill, ad una distanza di 5 km dall'inizio della pista di atterraggio.
Gli sforzi dei soccorritori furono ostacolati dal maltempo e dal terreno accidentato, inoltre i veicoli di emergenza non poterono avvicinarsi a causa di una conduttura di carburante distrutta nell'incidente che bloccava l'unica via di accesso. L'aereo si era disintegrato ed il carburante contenuto nei serbatoi alari scatenò un incendio che venne estinto solamente otto ore dopo. Ci fu anche una disputa su chi dovesse dirigere le operazioni di soccorso in quanto il relitto si trovava all'interno di un terreno di proprietà della US Navy, ma le autorità civili inizialmente rivendicarono l'autorità.

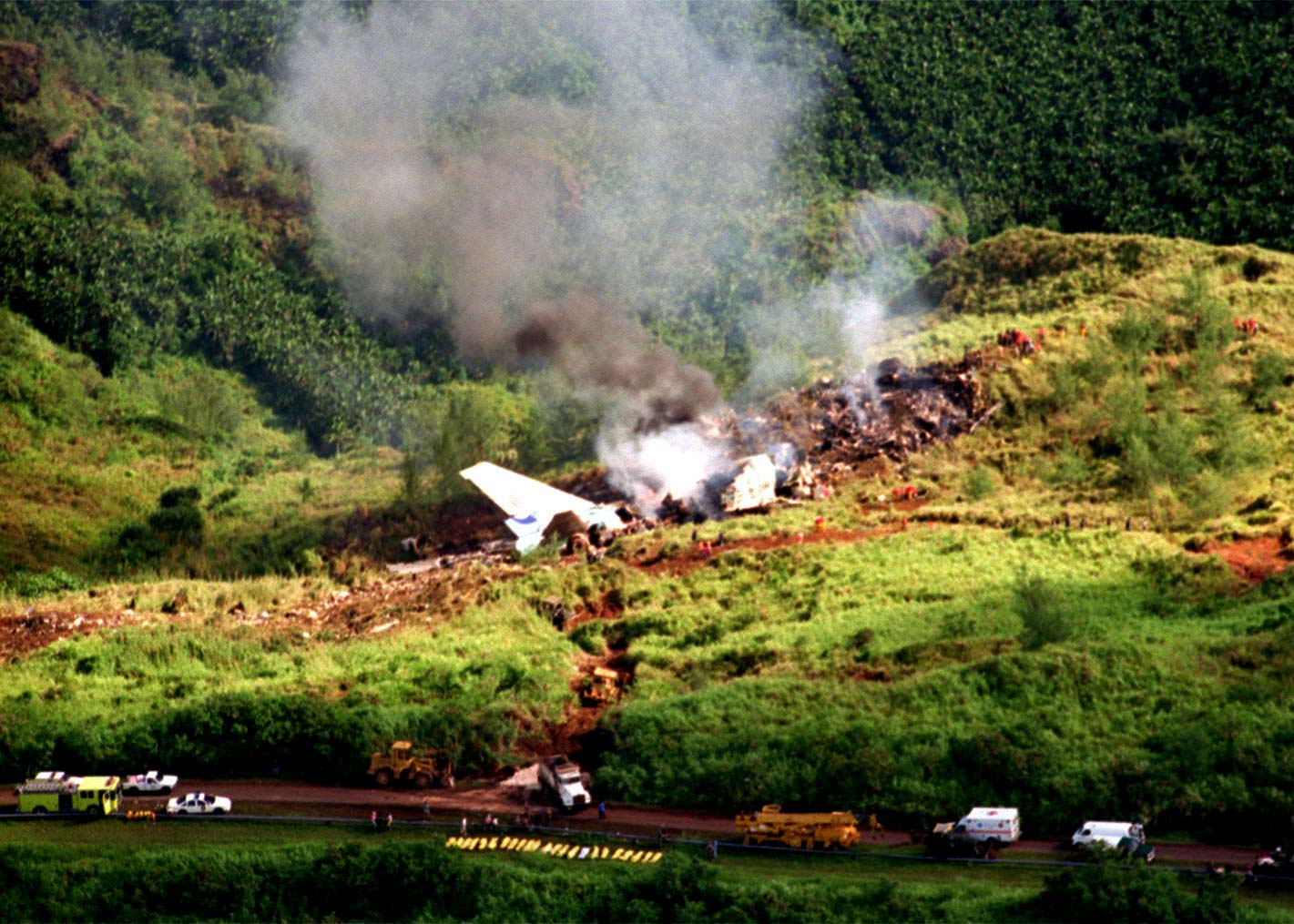
Il luogo dello schianto

Uno dei passeggeri sopravvissuti, Hyun Seong Hong, dichiarò più tardi che l'incidente avvenne così in fretta che "nessuno ebbe nemmeno il tempo di gridare" e paragonò il disastro alla "scena di un film".

## Le indagini

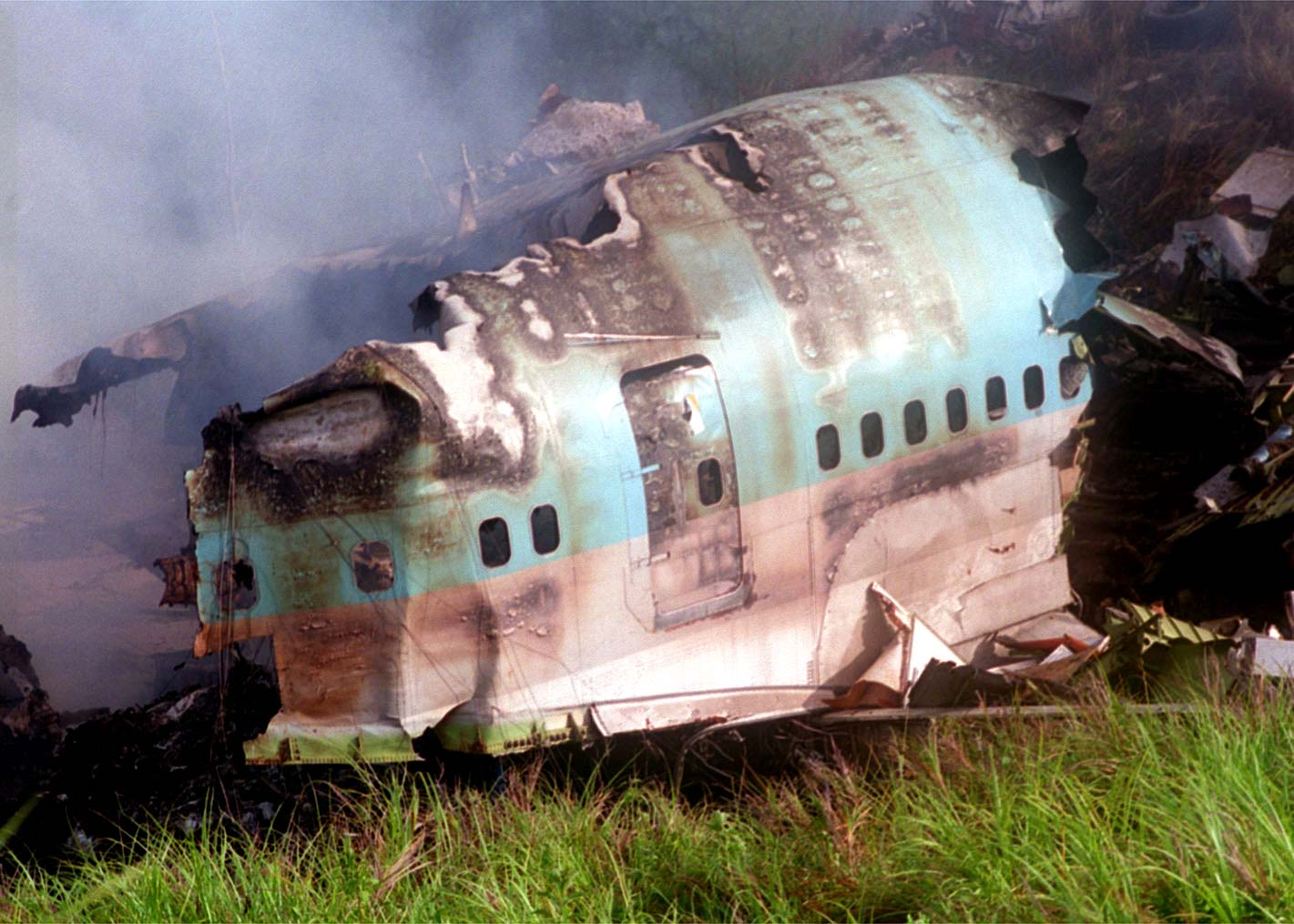
Il relitto del Volo 801.

Il rapporto stilato dagli investigatori del National Transportation Safety Board attestò che l'allarme di minima altitudine dell'aeroporto di Guam era stato modificato per diminuire il numero dei falsi allarmi e quindi non era in grado di rilevare gli aerei che volavano al di sotto della minimum safe altitude; in aggiunta il Comandante non fu in grado di effettuare un avvicinamento non strumentale, compiendo una discesa troppo rapida ed andando ad impattare contro il terreno.
Secondo gli investigatori, contribuirono all'incidente anche la stanchezza del Comandante, che prima di questo volo ne aveva già effettuato un altro senza poi riposarsi, il carente addestramento impartito dalla Korean Air ai suoi equipaggi ed il mancato funzionamento dovuto a manutenzione del glide slope dell'ILS della pista 06. Venne scoperto inoltre che i piloti utilizzarono una vecchia carta aeronautica nella quale era indicato che la minimum safe altitude era pari a 1.770 piedi (540 m) anziché agli effettivi 2.150 piedi (656 m). Il Volo 801 mantenne la quota di 1.870 piedi durante l'avvicinamento alla pista di atterraggio.

## Vittime e feriti

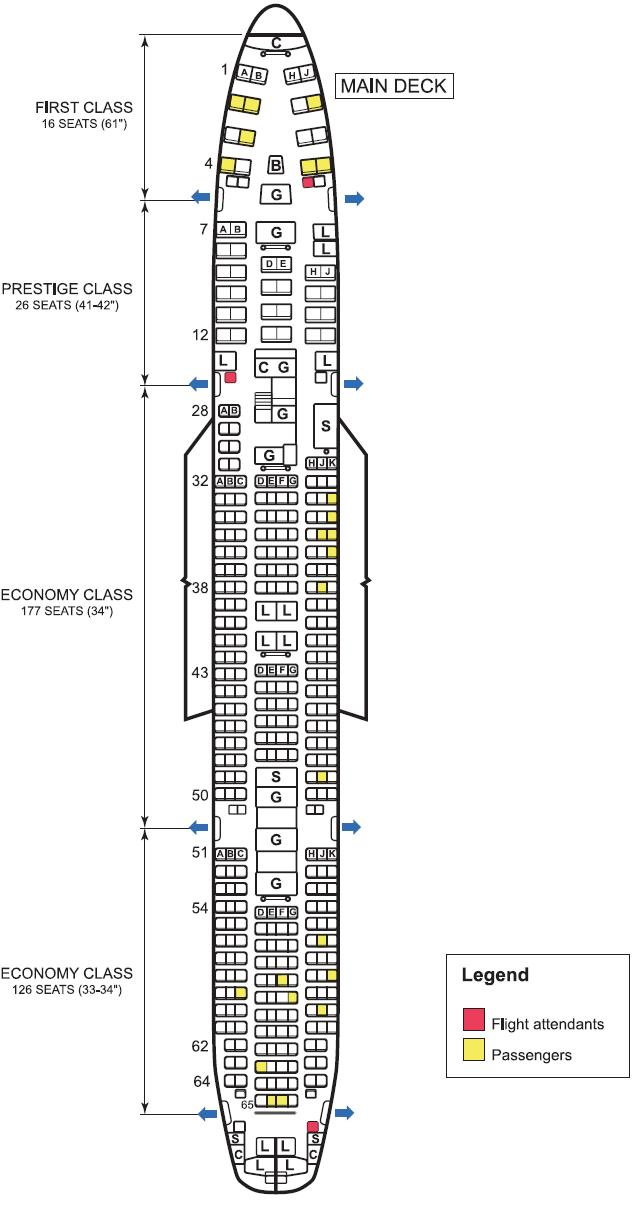
Mappa dei posti del piano inferiore del Volo 801 generata dall' NTSB, con indicata la posizione occupata dai sopravvissuti.

Delle 254 persone a bordo, 223 persone, tra cui 209 passeggeri e 14 membri dell'equipaggio (3 membri dell'equipaggio di condotta e 11 assistenti di volo) morirono nello schianto.
Dei 31 passeggeri trovati vivi dalle squadre di salvataggio, 2 morirono durante il trasporto in ospedale e 3 nei trenta giorni successivi a causa delle ferite riportate. Sedici sopravvissuti riportarono ustioni. Dei 26 indicati come i sopravvissuti dalla NTSB, 12 (tutti i cittadini della Corea del Sud, 11 abitanti della Corea del Sud, 1 residente in Giappone) furono inizialmente curati al Guam Memorial Hospital di Tamuning e 14 (10 sudcoreani, 3 americani e 1 neozelandese) furono invece ricoverati presso l'US Naval Hospital di Agana Heights. Quattro passeggeri gravemente ustionati furono trasportati presso il Centro Ustionati dell'esercito a San Antonio, Texas. Tutti gli ustionati trasportati a San Antonio sono deceduti.
Dei sopravvissuti, 7 passeggeri e 1 assistente di volo sedevano in prima classe, 1 assistente di volo era in business class, 7 passeggeri erano nella sezione anteriore della classe economica e 9 passeggeri e 1 assistente di volo erano in quella posteriore. 13 dei passeggeri e 2 delle assistenti di volo sopravvissute erano seduti nel lato destro dell'aereo, di questi, 6 occupavano i posti in corrispondenza dell'ala destra dell'aereo. Nessuno dei passeggeri o dell'equipaggio presenti sul ponte superiore dell'aereo sono sopravvissuti.

## Conseguenze
Il 13 agosto 1997, 50 manifestanti inscenarono un sit-in di protesta presso l'aeroporto di Guam sostenendo che le operazioni di recupero dei corpi delle vittime procedevano troppo a rilento.

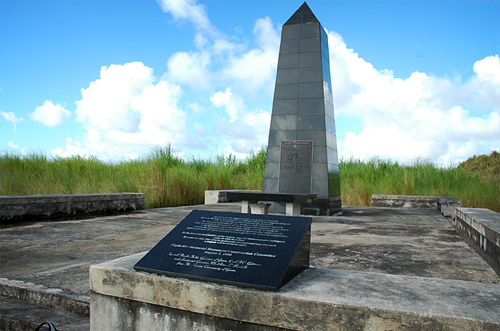
Korean Air Flight 801 Memorial a Asan (Guam).

Il 6 agosto 2000, nel terzo anniversario del disastro, fu installato un obelisco di marmo nero sul luogo dello schianto come memoriale per le vittime.
Dopo l'incidente, i voli della Korean Air per Guam vennero sospesi fino al dicembre 2009; il numero del volo venne modificato in 805.
Nel 2000, un tribunale condannò Korean Air a risarcire 54 famiglie con un importo di 70 milioni di dollari statunitensi.
Il neozelandese Barry Small, pilota di elicotteri e uno dei sopravvissuti all'incidente, ha richiesto un sistema di stivaggio più sicuro per le bottiglie di alcolici acquistate nei duty-free e la riprogettazione delle traverse dei sedili dell'aereo, affermando che lo stoccaggio degli alcolici sul volo 801 ha contribuito alla diffusione del fuoco e le traverse sono state di ostacolo ai passeggeri impedendo loro di uscire dal velivolo.
Il governo di Guam fu costretto a modificare il sito web creato per commemorare le vittime dell'incidente a causa di una frode effettuata via posta elettronica da criminali residenti in Nigeria che utilizzavano il collegamento al sito governativo per raccogliere soldi in beneficenza.

## Cultura di massa
- Malcolm Gladwell discute la vicenda dell'aereo della Korean Air nel suo libro Fuoriclasse. Storia naturale del successo (Outliers).
- L'incidente è stato ricostruito ed analizzato nell'episodio Atterraggio alla cieca della quarta stagione del documentario Indagini ad alta quota trasmesso dal National Geographic Channel.